# Tournoi de clôture du championnat du Guatemala de football 2014
Navigation
Saison précédente Saison suivante
Le Tournoi Clausura 2014 est le vingt-neuvième tournoi saisonnier disputé au Guatemala.
C'est cependant la 77e fois que le titre de champion du Guatemala est remis en jeu.
Lors de ce tournoi, le CSD Comunicaciones a conservé son titre de champion du Guatemala face aux onze meilleurs clubs guatémaltèques.
Chacun des douze clubs participant était confronté deux fois aux onze autres équipes. Puis les huit meilleurs se sont affrontés lors d'une phase finale à la fin du tournoi.
Seulement une place était qualificative pour la Ligue des champions de la CONCACAF.

## Les 12 clubs participants
| \| CSD Comunicaciones CSD Municipal CD Heredia Deportivo Malacateco Deportivo Marquense Deportivo Mictlán CSD Comunicaciones CSD Municipal Universidad SC Halcones FC Deportivo Suchitepéquez Xelaju MC Deportivo Iztapa Dep. Coatepeque \| Localisation des clubs engagés dans le championnat. |
| CSD Comunicaciones CSD Municipal CD Heredia Deportivo Malacateco Deportivo Marquense Deportivo Mictlán CSD Comunicaciones CSD Municipal Universidad SC Halcones FC Deportivo Suchitepéquez Xelaju MC Deportivo Iztapa Dep. Coatepeque                                                           |

Ce tableau présente les douze équipes qualifiées pour disputer le championnat 2013-2014. On y trouve le nom des clubs, le nom des stades dans lesquels ils évoluent ainsi que la capacité et la localisation de ces derniers.
| Club                      | Stade                             | Capacité | Ville          |
| Deportivo Coatepeque (es) | Stade Israel Barrios (en)         | 20 000   | Coatepeque     |
| CSD Comunicaciones        | Stade Cementos Progreso           | 17 000   | Guatemala City |
| CD Heredia                | Stade Del Monte (es)              | 8 000    | Morales        |
| Deportivo Iztapa          | Estadio Armando Barillas (en)     | 10 000   | Iztapa         |
| Deportivo Malacateco      | Stade Santa Lucía                 | 7 000    | Malacatán      |
| Deportivo Marquense       | Stade Marquesa de la Ensenada     | 10 000   | San Marcos     |
| Deportivo Mictlán (en)    | Stade La Asunción                 | 3 000    | Asunción Mita  |
| CSD Municipal             | Stade Manuel Felipe Carrera       | 10 000   | Guatemala City |
| Halcones FC (en)          | Stade Communal de La Mesilla (es) | 5 000    | La Democracia  |
| Deportivo Suchitepéquez   | Stade Carlos Salazar Hijo         | 12 000   | Mazatenango    |
| Universidad SC            | Stade Revolución                  | 4 000    | Guatemala City |
| Xelaju MC                 | Stade Mario Camposeco             | 11 000   | Quetzaltenango |

## Compétition
Le tournoi Clausura se déroule de la même façon que les tournois saisonniers précédents, en deux phases :
- La phase de qualification : les vingt-deux journées de championnat.
- La phase finale : les matchs aller-retour allant des quarts de finale à la finale.

### Phase de qualification
Lors de la phase de qualification les douze équipes affrontent à deux reprises les onze autres équipes selon un calendrier tiré aléatoirement.
Les huit meilleures équipes sont qualifiées directement pour les quarts de finale.
Le classement est établi sur le barème de points classique (victoire à 3 points, match nul à 1, défaite à 0).
Le départage final se fait selon les critères suivants :
- Le nombre de points.
- La différence de buts générale.
- Le nombre de buts marqué.

#### Classement
| Rang | Équipe                      | Pts | J  | G  | N | P  | Bp | Bc | Diff |
| ---- | --------------------------- | --- | -- | -- | - | -- | -- | -- | ---- |
| 1    | CD Heredia                  | 36  | 22 | 11 | 3 | 8  | 50 | 33 | +17  |
| 2    | Deportivo Suchitepéquez     | 36  | 22 | 10 | 6 | 6  | 20 | 26 | -6   |
| 3    | Xelaju MC                   | 34  | 22 | 9  | 7 | 6  | 33 | 21 | +12  |
| 4    | CSD Comunicaciones T        | 34  | 22 | 9  | 7 | 6  | 30 | 19 | +11  |
| 5    | Deportivo Coatepeque (es) P | 34  | 22 | 10 | 4 | 8  | 32 | 37 | -5   |
| 6    | Universidad SC              | 33  | 22 | 9  | 6 | 7  | 33 | 26 | +7   |
| 7    | CSD Municipal               | 31  | 22 | 8  | 7 | 7  | 22 | 19 | +3   |
| 8    | Halcones FC (en)            | 29  | 22 | 8  | 5 | 9  | 19 | 31 | -12  |
| 9    | Deportivo Mictlán (en)      | 28  | 22 | 7  | 7 | 8  | 25 | 34 | -9   |
| 10   | Deportivo Marquense         | 26  | 22 | 6  | 8 | 8  | 25 | 35 | -10  |
| 11   | Deportivo Malacateco        | 25  | 22 | 7  | 4 | 11 | 24 | 33 | -9   |
| 12   | Deportivo Iztapa P          | 15  | 22 | 3  | 6 | 13 | 24 | 39 | -15  |

| Légende : Qualifications et relégations | Légende : Qualifications et relégations          |
| --------------------------------------- | ------------------------------------------------ |
|                                         | Qualifié pour les quarts de finale               |
|                                         | T Tenant du titre P Promu de la saison 2012-2013 |

#### Matchs
| Résultats (▼dom., ►ext.)                                   | Coa | Com | Her | Izt | Mal | Mar | Mic | Mun | Hal | Suc | Uni | Xel |
| Deportivo Coatepeque (es)                                  |     | -   | -   | 1-2 | -   | -   | -   | -   | -   | -   | -   | -   |
| CSD Comunicaciones                                         | -   |     | -   | -   | -   | 1-1 | -   | -   | 3-0 | -   | -   | -   |
| CD Heredia                                                 | -   | -   |     | -   | -   | -   | -   | 1-1 | -   | -   | -   | -   |
| Deportivo Iztapa                                           | -   | -   | -   |     | -   | -   | -   | -   | -   | 1-2 | 2-2 | -   |
| Deportivo Malacateco                                       | 1-2 | 1-3 | -   | -   |     | -   | -   | -   | -   | -   | -   | -   |
| Deportivo Marquense                                        | -   | -   | 3-1 | -   | -   |     | -   | -   | -   | -   | -   | -   |
| Deportivo Mictlán (en)                                     | 1-1 | -   | -   | -   | 2-0 | -   |     | -   | -   | -   | -   | -   |
| CSD Municipal                                              | -   | -   | -   | -   | -   | -   | -   |     | -   | -   | 0-2 | 1-2 |
| Halcones FC (en)                                           | -   | -   | -   | -   | -   | -   | 1-2 | -   |     | -   | -   | 2-1 |
| Deportivo Suchitepéquez                                    | -   | -   | 3-1 | -   | -   | -   | -   | -   | -   |     | -   | -   |
| Universidad SC                                             | -   | -   | -   | -   | -   | -   | -   | -   | -   | 1-0 |     | -   |
| Xelaju MC                                                  | -   | -   | -   | -   | -   | 0-0 | -   | -   | -   | -   | -   |     |
| - Victoire à domicile - Match nul - Victoire à l'extérieur |     |     |     |     |     |     |     |     |     |     |     |     |

### Classement cumulatif
| Rang | Équipe                      | Pts | J  | G  | N  | P  | Bp | Bc | Diff |
| ---- | --------------------------- | --- | -- | -- | -- | -- | -- | -- | ---- |
| 1    | CSD Comunicaciones C        | 78  | 44 | 23 | 9  | 11 | 74 | 34 | +40  |
| 2    | CSD Municipal               | 75  | 44 | 21 | 12 | 11 | 59 | 32 | +27  |
| 3    | CD Heredia                  | 71  | 44 | 21 | 8  | 15 | 84 | 58 | +26  |
| 4    | Universidad SC              | 68  | 44 | 20 | 8  | 16 | 60 | 59 | +1   |
| 5    | Deportivo Suchitepéquez     | 63  | 44 | 16 | 15 | 13 | 48 | 52 | -4   |
| 6    | Xelaju MC                   | 61  | 44 | 16 | 13 | 15 | 69 | 56 | +13  |
| 7    | Deportivo Marquense         | 60  | 44 | 15 | 15 | 14 | 51 | 57 | -6   |
| 8    | Halcones FC (en)            | 58  | 44 | 16 | 10 | 18 | 42 | 64 | -22  |
| 9    | Deportivo Malacateco        | 53  | 44 | 14 | 11 | 19 | 45 | 58 | -13  |
| 10   | Deportivo Coatepeque (es) P | 53  | 44 | 14 | 11 | 19 | 53 | 70 | -17  |
| 11   | Deportivo Mictlán (en)      | 52  | 44 | 13 | 13 | 18 | 45 | 73 | -28  |
| 12   | Deportivo Iztapa P          | 31  | 44 | 6  | 13 | 25 | 43 | 76 | -33  |

| Légende : Qualifications et relégations | Légende : Qualifications et relégations                                   |
| --------------------------------------- | ------------------------------------------------------------------------- |
|                                         | Ligue des champions de la CONCACAF 2014-2015 (Phase de groupes)           |
|                                         | Relégué en Primera División de Guatemala                                  |
|                                         | C Vainqueur des deux tournois de la saison P Promu de la saison 2012-2013 |

### La Phase Finale
Les huit équipes qualifiées sont réparties dans le tableau final d'après leur classement général, le premier affrontant le huitième et ainsi de suite, la même opération est effectuée une fois que l'on connait les quatre demi-finalistes pour le tirage de ce deuxième tour. L'équipe la moins bien classée accueille lors du match aller et la meilleure lors du match retour.
En cas d'égalité sur la somme des deux matchs, c'est l'équipe ayant marqué le plus de buts à extérieur qui l'emporte puis des prolongations et une séance de tirs au but ont éventuellement lieu.

#### Tableau
|  |                           |               |                    |               |               |           |     |            |            |            |            |                    |     |   |        |        |        |        |        |  |  |
|  | 1/4 de finale             | 1/4 de finale | 1/4 de finale      | 1/4 de finale | 1/4 de finale |           |     | 1/2 finale | 1/2 finale | 1/2 finale | 1/2 finale | 1/2 finale         |     |   | Finale | Finale | Finale | Finale | Finale |  |  |
|  |                           |               |                    |               |               |           |     |            |            |            |            |                    |     |   |        |        |        |        |        |  |  |
|  |                           |               |                    |               |               |           |     |            |            |            |            |                    |     |   |        |        |        |        |        |  |  |
|  | Xelaju MC                 | (3)           | 2                  | 2             | 0             |           |     |            |            |            |            |                    |     |   |        |        |        |        |        |  |  |
|  | Xelaju MC                 | (3)           | 2                  | 2             | 0             |           |     |            |            |            |            |                    |     |   |        |        |        |        |        |  |  |
|  | Universidad SC            | (6)           | 2                  | 0             | 0             |           |     |            |            |            |            |                    |     |   |        |        |        |        |        |  |  |
|  | Universidad SC            | (6)           | 2                  | 0             | 0             | Xelaju MC | (3) | 1          | 0          |            |            |                    |     |   |        |        |        |        |        |  |  |
|  |                           |               |                    |               |               | Xelaju MC | (3) | 1          | 0          |            |            |                    |     |   |        |        |        |        |        |  |  |
|  |                           |               | CSD Comunicaciones | (4)           | 3             | 1         |     |            |            |            |            |                    |     |   |        |        |        |        |        |  |  |
|  | CSD Comunicaciones        | (4)           | CSD Comunicaciones | (4)           | 3             | 1         | 1   | 1          |            |            |            |                    |     |   |        |        |        |        |        |  |  |
|  | CSD Comunicaciones        | (4)           |                    |               |               |           |     |            |            |            |            |                    |     |   |        |        |        |        |        |  |  |
|  | Deportivo Coatepeque (es) | (5)           | 0                  | 0             |               |           |     |            |            |            |            |                    |     |   |        |        |        |        |        |  |  |
|  | Deportivo Coatepeque (es) | (5)           | 0                  | 0             |               |           |     |            |            |            |            | CSD Comunicaciones | (4) | 1 | 1      |        |        |        |        |  |  |
|  |                           |               |                    |               |               |           |     |            |            |            |            | CSD Comunicaciones | (4) | 1 | 1      |        |        |        |        |  |  |
|  |                           | CSD Municipal | (7)                | 0             | 0             |           |     |            |            |            |            |                    |     |   |        |        |        |        |        |  |  |
|  | CD Heredia                | CSD Municipal | (7)                | 0             | 0             | (1)       | 0   | 6          |            |            |            |                    |     |   |        |        |        |        |        |  |  |
|  | CD Heredia                |               |                    |               |               |           | 0   | 6          |            |            |            |                    |     |   |        |        |        |        |        |  |  |
|  | Halcones FC (en)          | (8)           | 1                  | 1             |               |           |     |            |            |            |            |                    |     |   |        |        |        |        |        |  |  |
|  | Halcones FC (en)          | (8)           | 1                  | 1             | CD Heredia    | (1)       | 1   | 3          | 0          |            |            |                    |     |   |        |        |        |        |        |  |  |
|  |                           |               |                    |               |               | (1)       | 1   | 3          | 0          |            |            |                    |     |   |        |        |        |        |        |  |  |
|  |                           |               | CSD Municipal      | (7)           | 1             | 3         | 0   |            |            |            |            |                    |     |   |        |        |        |        |        |  |  |
|  | Deportivo Suchitepéquez   | (2)           | CSD Municipal      | (7)           | 1             | 3         | 0   | 1          | 0          |            |            |                    |     |   |        |        |        |        |        |  |  |
|  | Deportivo Suchitepéquez   | (2)           |                    |               |               |           |     | 1          | 0          |            |            |                    |     |   |        |        |        |        |        |  |  |
|  | CSD Municipal             | (7)           | 4                  | 1             |               |           |     |            |            |            |            |                    |     |   |        |        |        |        |        |  |  |
|  | CSD Municipal             | (7)           | 4                  | 1             |               |           |     |            |            |            |            |                    |     |   |        |        |        |        |        |  |  |

#### Quarts de finale
| Club                    | Aller | Retour | Club                      | Commentaire |
| CD Heredia              | 0-1   | 6-1    | Halcones FC (en)          |             |
| Deportivo Suchitepéquez | 1-4   | 0-1    | CSD Municipal             |             |
| Xelaju MC               | 2-2   | 2-0    | Universidad SC            |             |
| CSD Comunicaciones      | 1-0   | 1-0    | Deportivo Coatepeque (es) |             |

#### Demi-finales
| Club       | Aller | Retour | Club               | Commentaire                           |
| CD Heredia | 1-1   | 3-3    | CSD Municipal      | Qualifié grâce aux buts à l'extérieur |
| Xelaju MC  | 1-3   | 0-1    | CSD Comunicaciones |                                       |

#### Finale
| Match aller | CSD Municipal | 0:1   | CSD Comunicaciones        | Stade Mateo Flores |  |
| 16 mai 2014 |               | (0:0) | José Manuel Contreras 56e |                    |  |

| Match retour | CSD Comunicaciones        | 1:0   | CSD Municipal | Stade Mateo Flores |  |
| 18 mai 2014  | José Manuel Contreras 28e | (1:0) |               |                    |  |

## Bilan du tournoi
| Tournoi de clôture du championnat de football du Guatemala 2014 |                                |
| Champion                                                        | CSD Comunicaciones (28e titre) |
| Dauphin                                                         | CSD Municipal                  |
| Qualifications continentales                                    |                                |
| Ligue des champions 2014-2015 (Phase de groupes)                | CSD Municipal                  |
| Promotions et relégations                                       |                                |
| Promus en Liga Nacional de Guatemala                            | Deportivo Petapa (en)          |
| Promus en Liga Nacional de Guatemala                            | Deportivo Guastatoya           |
| Relégués en Primera División de Guatemala                       | Deportivo Mictlán (en)         |
| Relégués en Primera División de Guatemala                       | Deportivo Iztapa               |

## Statistiques

### Buteurs
| Rang | Nom             | Équipe                    | Buts |
| 1    | Oscar Isaula    | CD Heredia                | 20   |
| 2    | Carlos Kamiani  | Universidad SC            | 18   |
| 3    | Agustín Herrera | Deportivo Coatepeque (es) | 11   |
| 4    | Abner Trigueros | Deportivo Iztapa          | 9    |
| 5    | Milton Núñez    | Universidad SC            | 8    |